# Alette

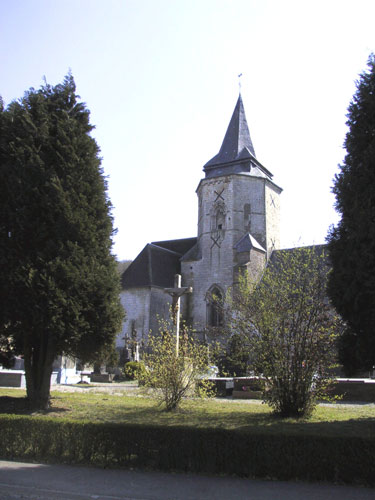
Kerk van Alette

Alette is een gemeente in het Franse departement Pas-de-Calais (regio Hauts-de-France) en telt 311 inwoners (2011). De plaats maakt deel uit van het arrondissement Montreuil. Het landschap is glooiend met hier en daar bos. In dit dorp, maar ook in de streek vind je de karakteristieke langgerekte huizen die typerend zijn voor de streek. De kozijnen zijn blauw geschilderd, wat verwijst naar de zee.

## Geografie
De oppervlakte van Alette bedraagt 13,7 km², de bevolkingsdichtheid is 22 inwoners per km².
De onderstaande kaart toont de ligging van Alette met de belangrijkste infrastructuur en aangrenzende gemeenten.

## Bezienswaardigheden
In het westelijke deel van de gemeente bevindt zich kasteel Montcavrel, een beschermd monument (site classé). Dit historische bouwwerk, een voorbeeld is van middeleeuwse verdedigingswerken, staat op een rotsachtige plateau en ziet uit over Alette alsook de later ontstane gemeente van Montcavrel.

## Demografie
Onderstaande figuur toont het verloop van het inwonertal (bron: INSEE-tellingen).